# Сонет 13
Сонет 13 (англ. Sonnet 13) — один из 154 сонетов, написанных Уильямом Шекспиром и впервые опубликованных в 1609 году. Дата написания неизвестна, существуют разные гипотезы на этот счёт. По результатам компьютерного анализа создание первых 60 сонетов датируют началом 1590-х годов, а к началу 1600-х относят их редактирование, но не все исследователи с этим согласны. Возможно, Шекспир редактировал все сонеты до момента их публикации.
Предположительно первое издание не было авторизованным. Тем не менее начиная с 1711 года сонеты публикуются в той же последовательности, и учёные на основе изначальной нумерации раскрывают историю любовного треугольника, которая служит подтекстом для всего цикла.
13-й сонет относится к числу стихотворений, посвящённых другу: в них Шекспир обращается к не названному по имени молодому мужчине. Личность последнего остаётся загадкой, но в большинстве гипотез фигурируют Генри Ризли, 3-й граф Саутгемптон, и Уильям Герберт, 3-й граф Пембрук.
Как во всех сонетах с 1-го по 17-й, Шекспир здесь убеждает адресата стихотворения вступить в брак и оставить детей, продлив таким образом во времени собственную красоту. В 13-м сонете автор продолжает развивать мотив красоты как долга, на этот раз говоря об «аренде». Заключительные строки могут трактоваться как указание на то, что адресат сонета рано потерял отца (это используется некоторыми шекспироведами как аргумент в пользу отождествления юноши с Генри Ризли).
Как почти все сонеты Шекспира (кроме 145-го), 13-й сонет написан пятистопным ямбом. В его тексте обращение во втором лице единственном числе (thou) постоянно чередуется с обращением во втором лице множественном числе (you). Это отражение процесса вытеснения первого вторым, происходившего в английском литературном языке в конце XVI — начале XVII века.